# Biserica de lemn din Gersa I

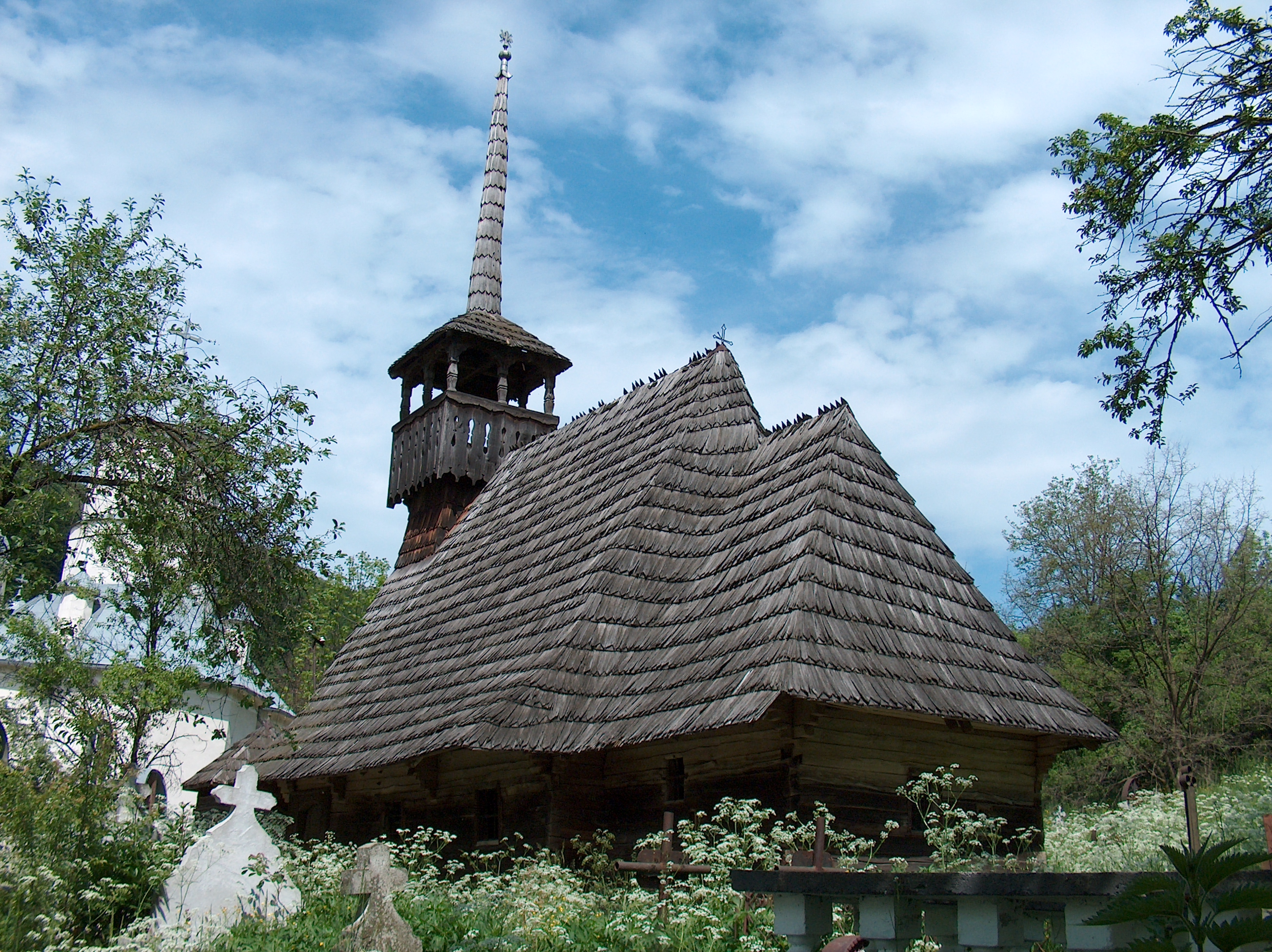
Vechea biserică de lemn greco-catolică din Gersa I

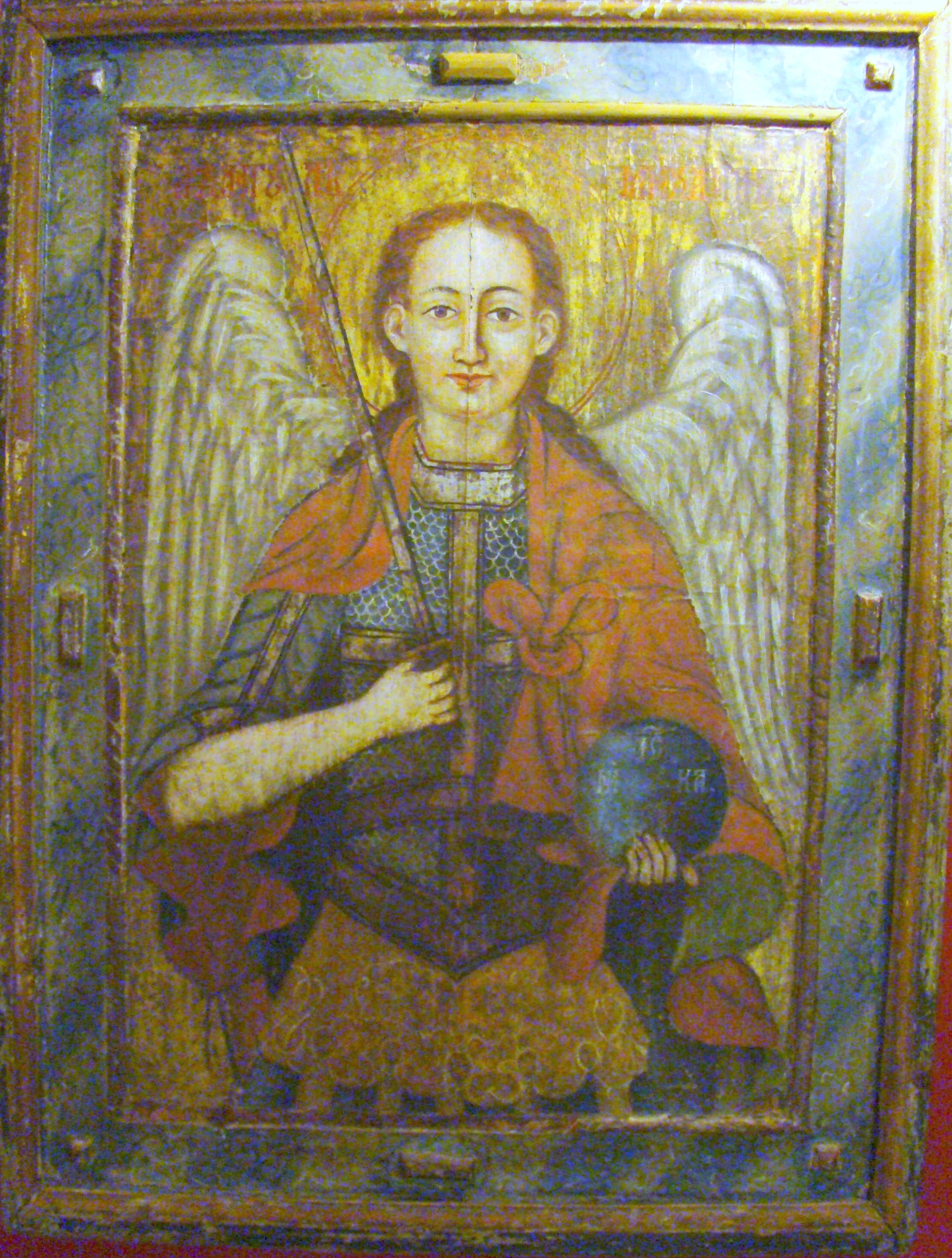
Arhanghelul Mihail (pictor: Toader Gherleanu, sf. sec. XVIII)

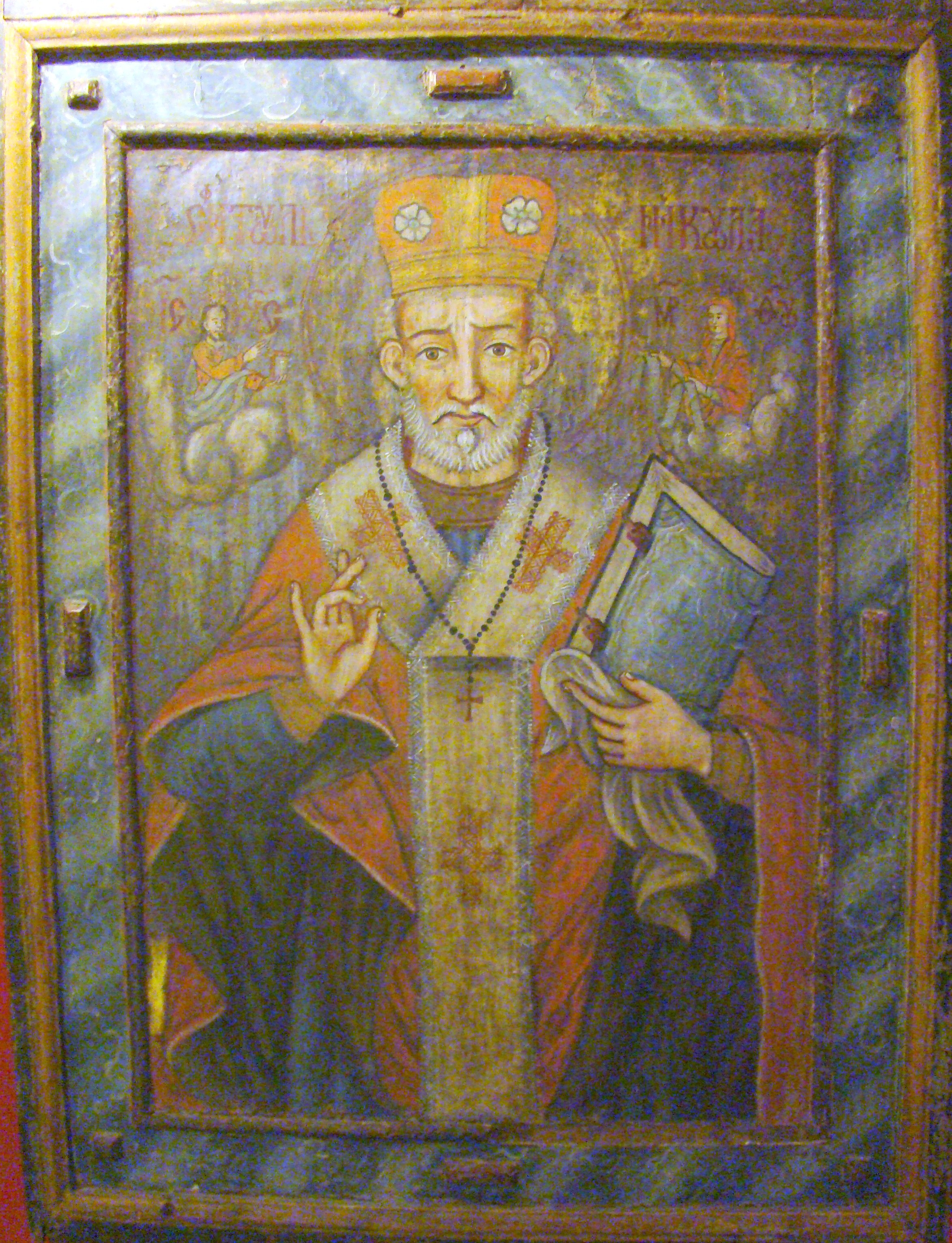
Sfântul Nicolae (pictor: Toader Gherleanu, sf. sec. XVIII)

Vechea biserică de lemn greco-catolică din Gersa I se află în localitatea omonimă din județul Bistrița Năsăud și a fost construită în anul 1721. Biserica este dedicată Sf. Arhangheli Mihail și Gavril și se află pe noua listă a monumentelor istorice sub codul LMI:  BN-II-m-A-01659.01.

## Istoric
Conform inscripției, biserica a fost ridicată în anul 1721.

## Trăsături
Planul bisericii este compus din pronaos cu cinci laturi, naosul dreptunghiular iar în continuarea acestuia se află altarul decroșat, compus din trei laturi ce se îmbină în unghiuri drepte. Ușa de intrare cu latura de sus semicirculară, aflată pe partea de sud a bisericii, are un frumos decor sculptat.
Acoperișul de șindrilă are deasupra pronaosului un turn cu baza pătrată. Turnul are o galerie cu o balustradă cu motive decorative tăiate în scândură. Galeria este deschisă prin câte două arcade înalte pe fiecare latură.
Coiful de o formă aparte se îngustează brusc înălțându-se pe câțiva metri sub formă de săgeată.
Ferestrele au fost lărgite, păstrându-se o fereastră veche la absida altarului.
Naosul are o boltă semicilindrică, întreg interiorul fiind vopsit după anii 1960. Se păstrează în stare de conservare slabă, icoanele impărătești și icoanele prăznicare de la iconostasul cu trei uși din sec. XVIII-lea ca și numeroase icoane pe sticlă. Icoanele prăznicare sunt atribuite pictorului Toader Gherleanu iar icoana Bunul Păstor este realizată de Vasilică din Cătina, care are o replică identică la Petriș, comuna Cetate, județul Bistrița Năsăud.

## Imagini

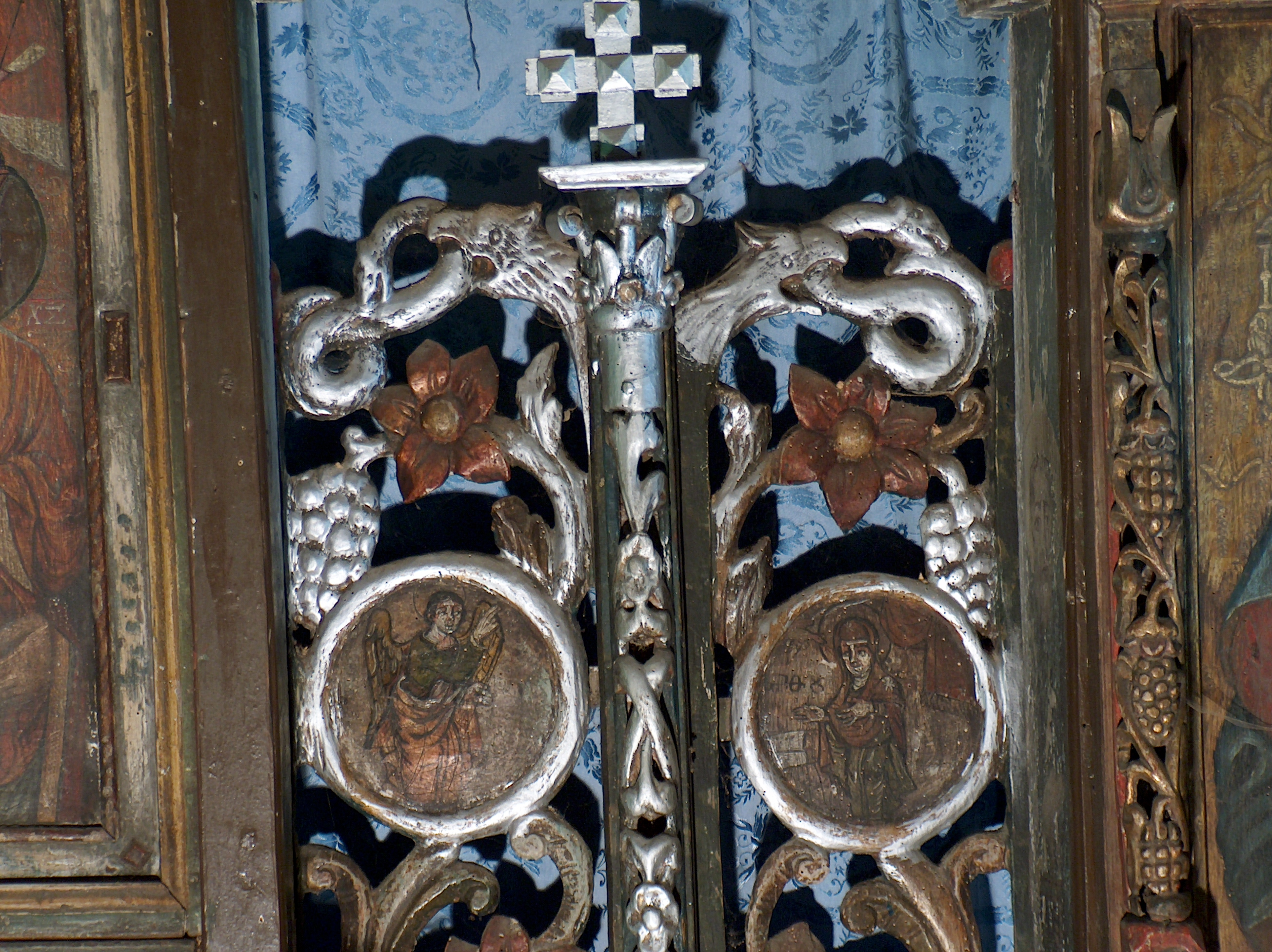
Uşile împărăteşti
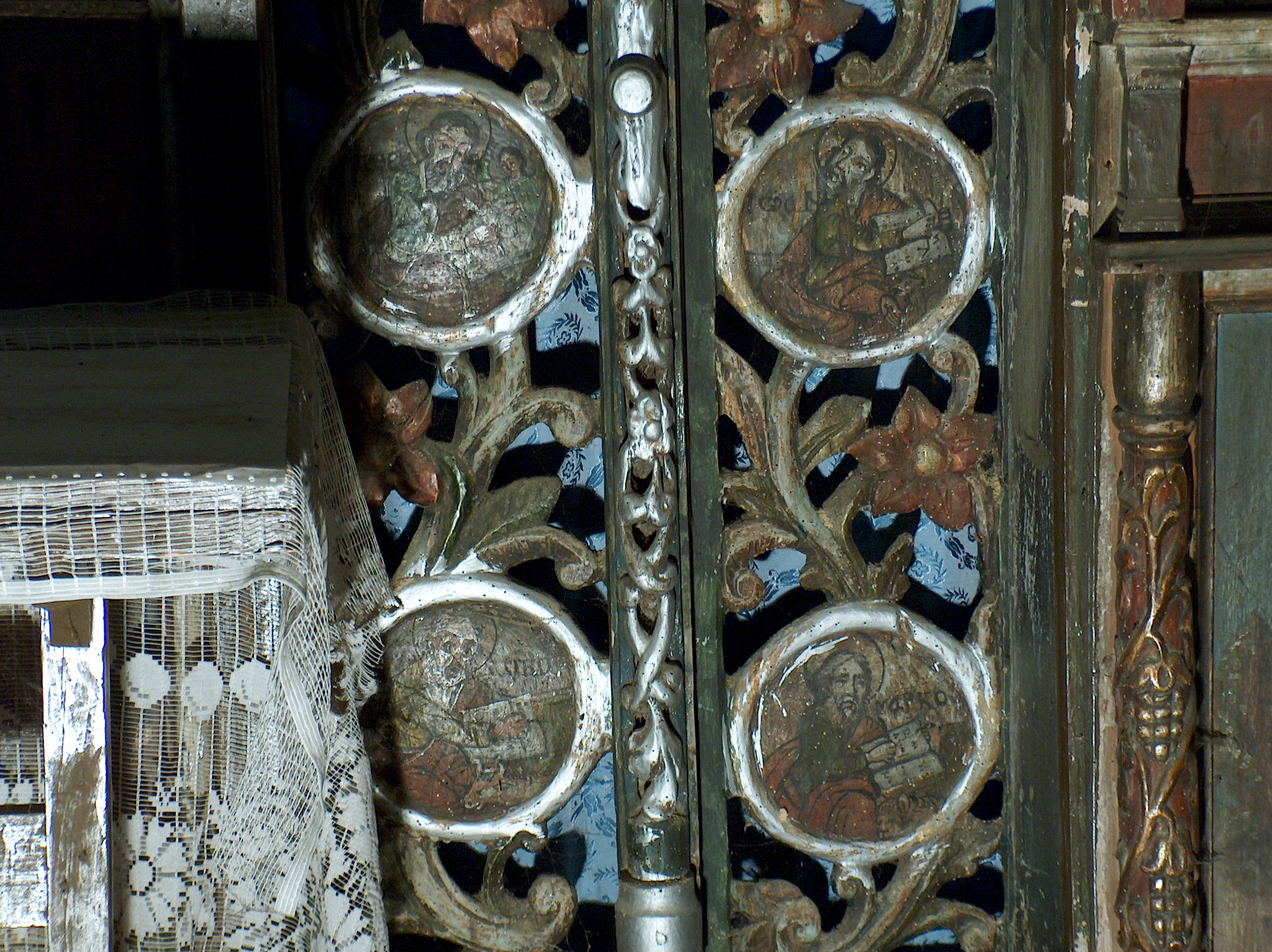
Uşile împărăteşti 2
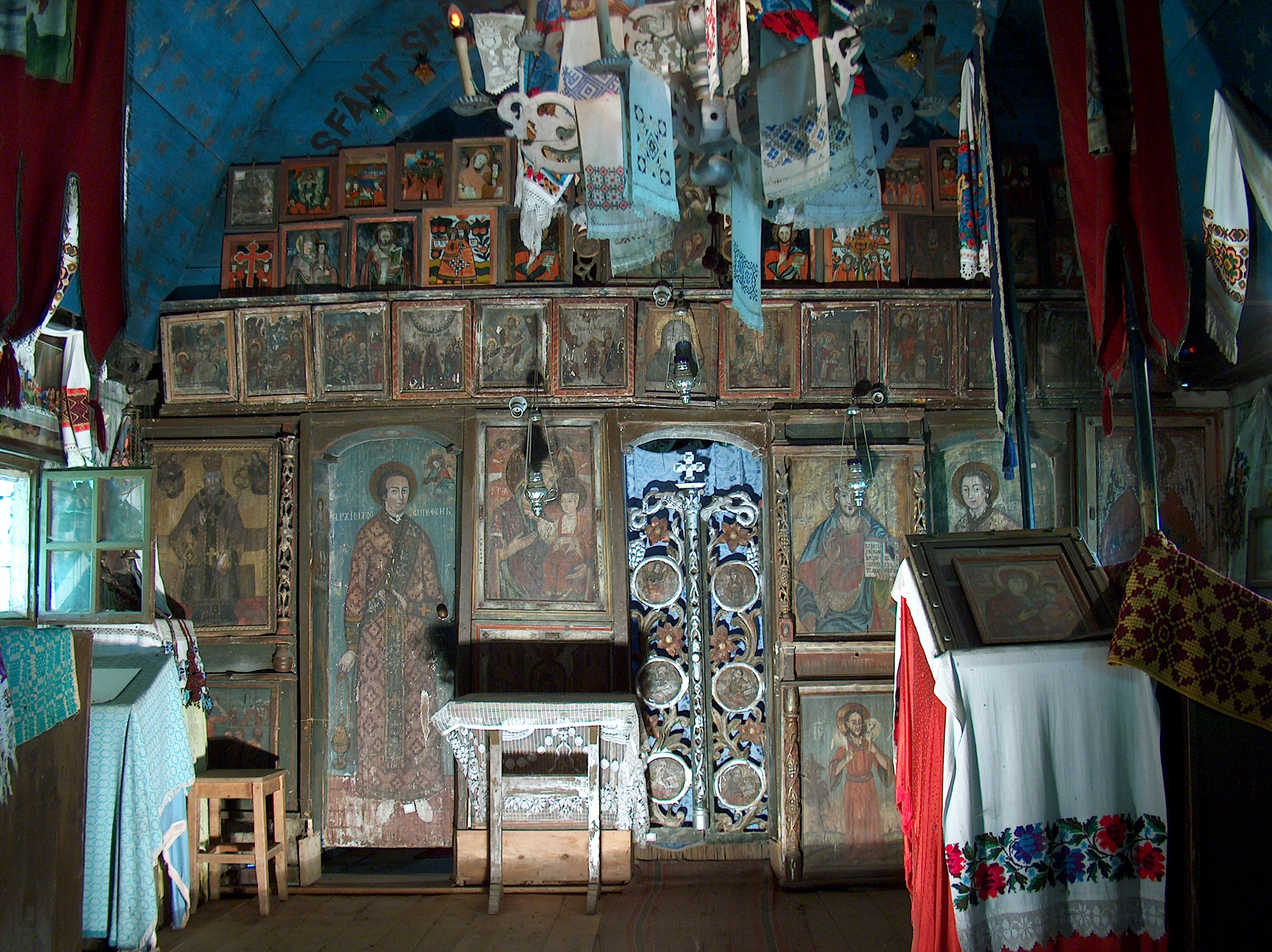
Iconostasul
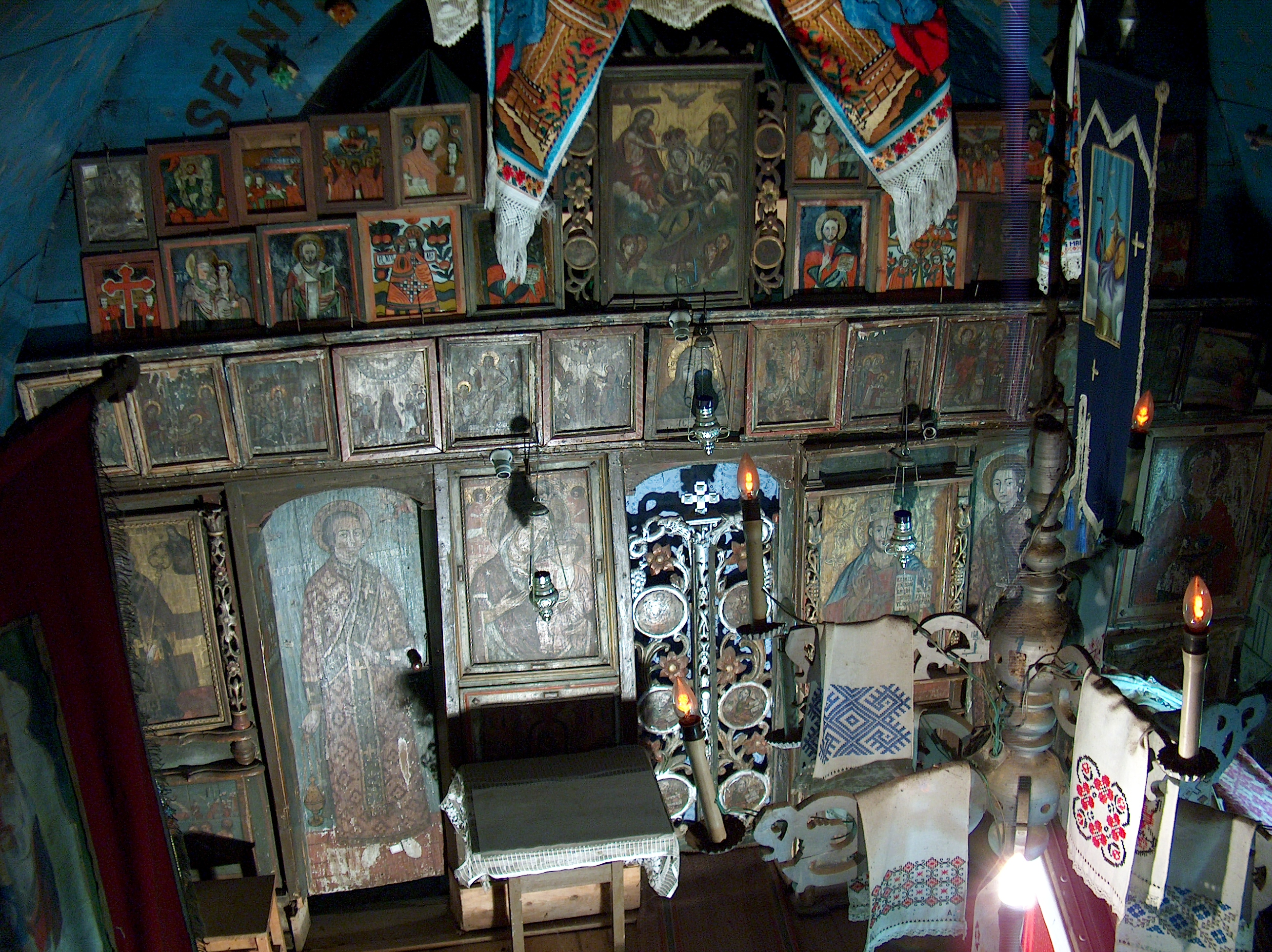
Iconostasul 2
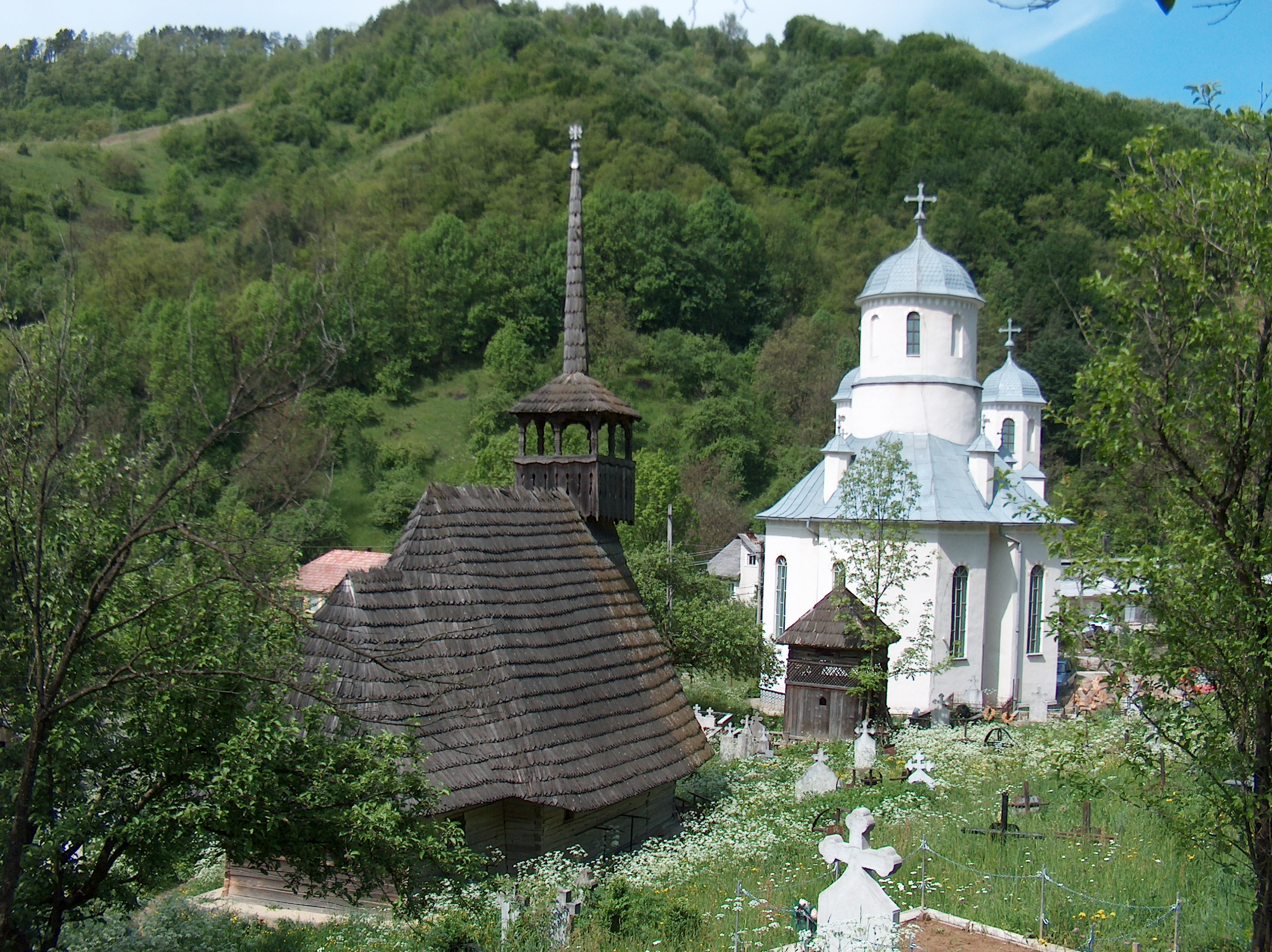
Vedere de ansamblu
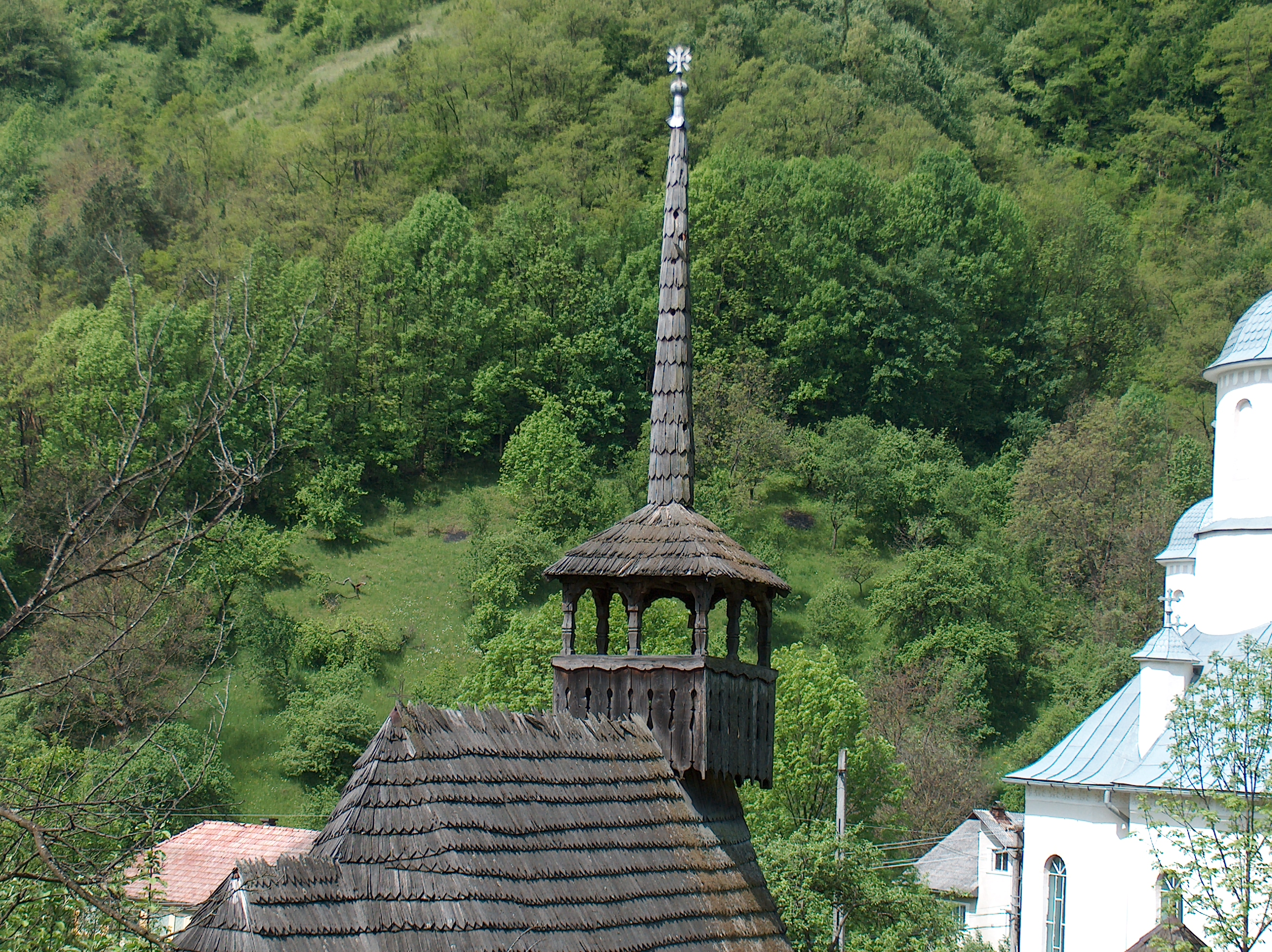
Turnul
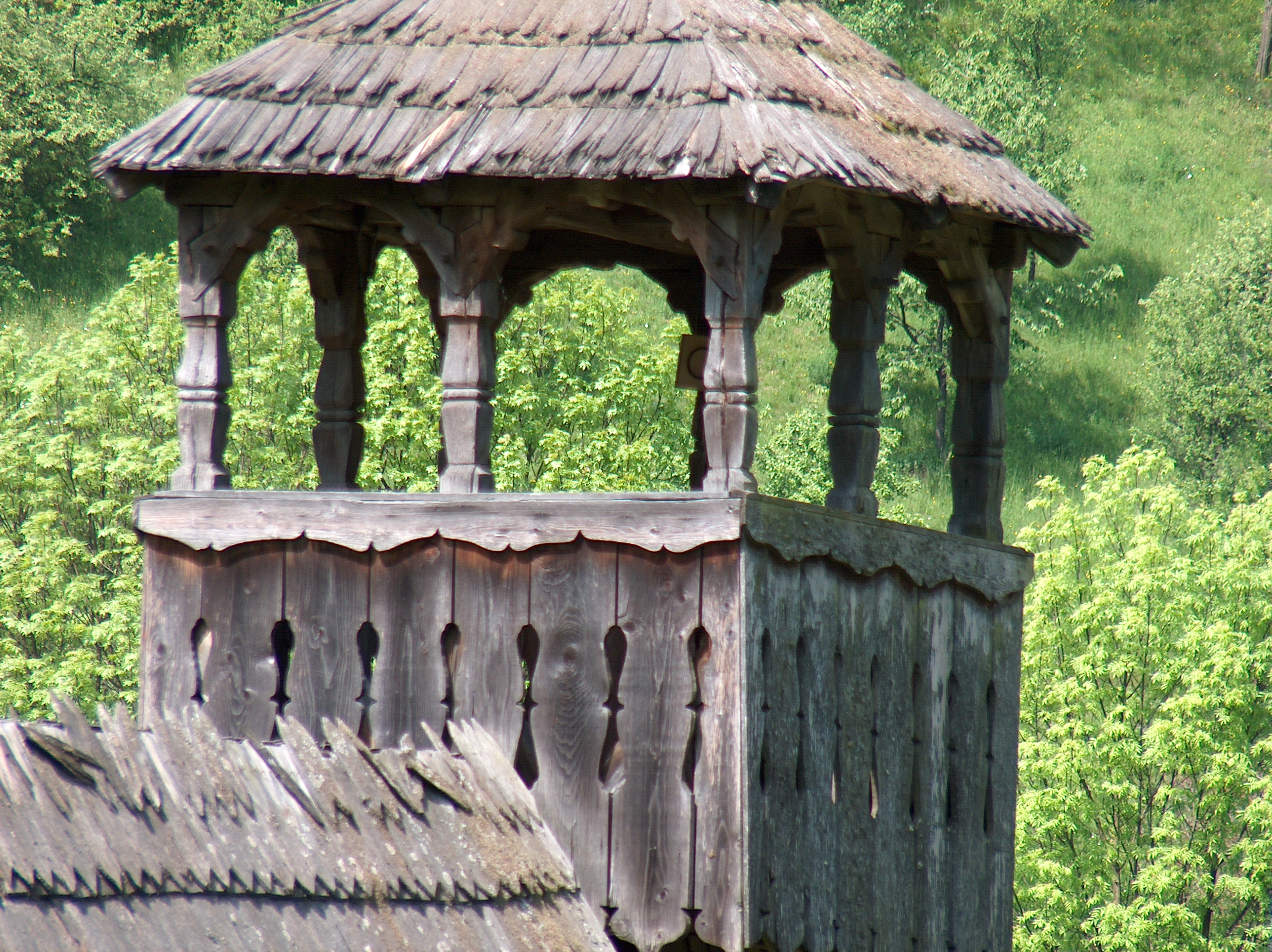
Turnul bisericii-detaliu
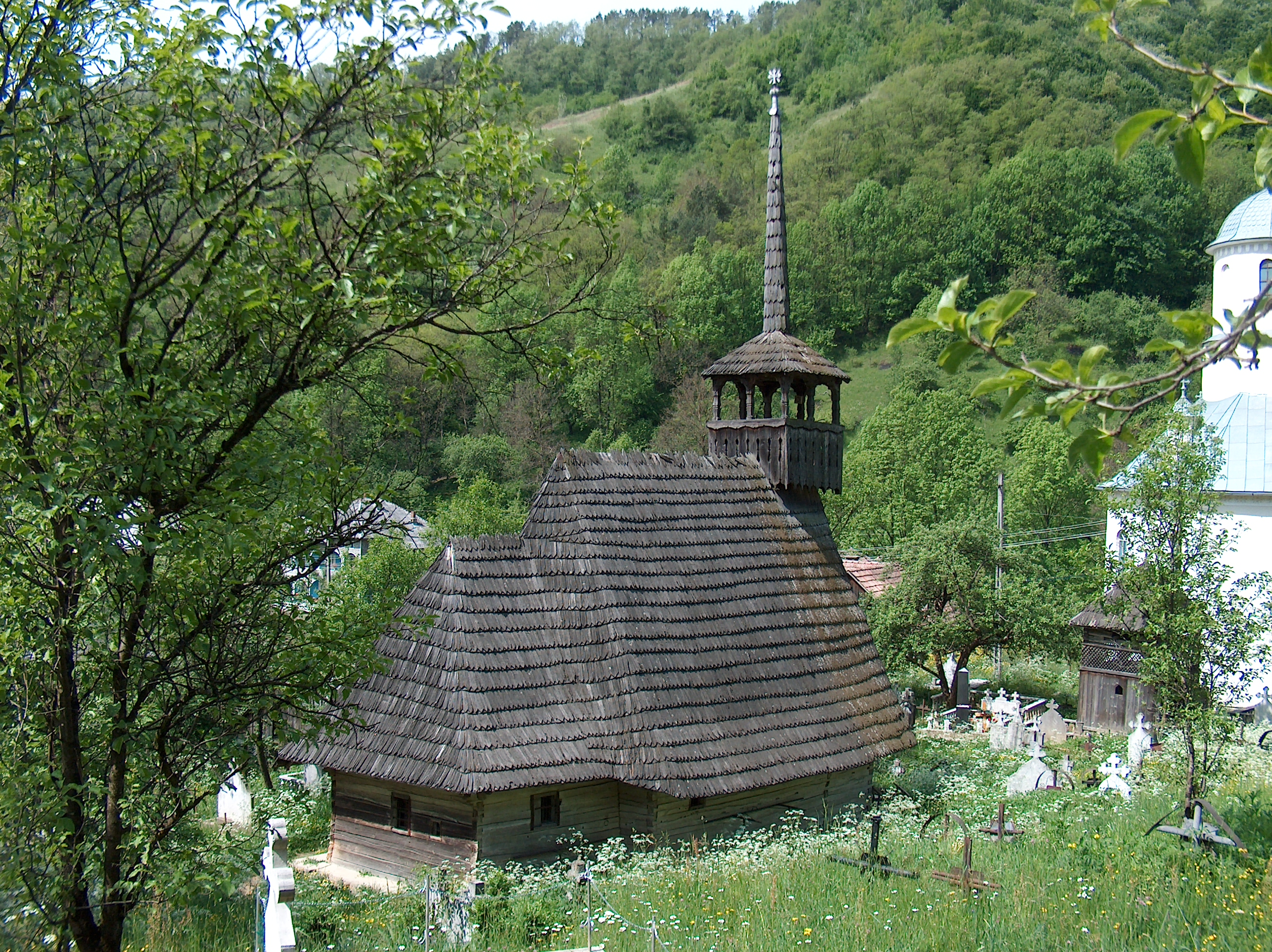
Vedere de ansamblu
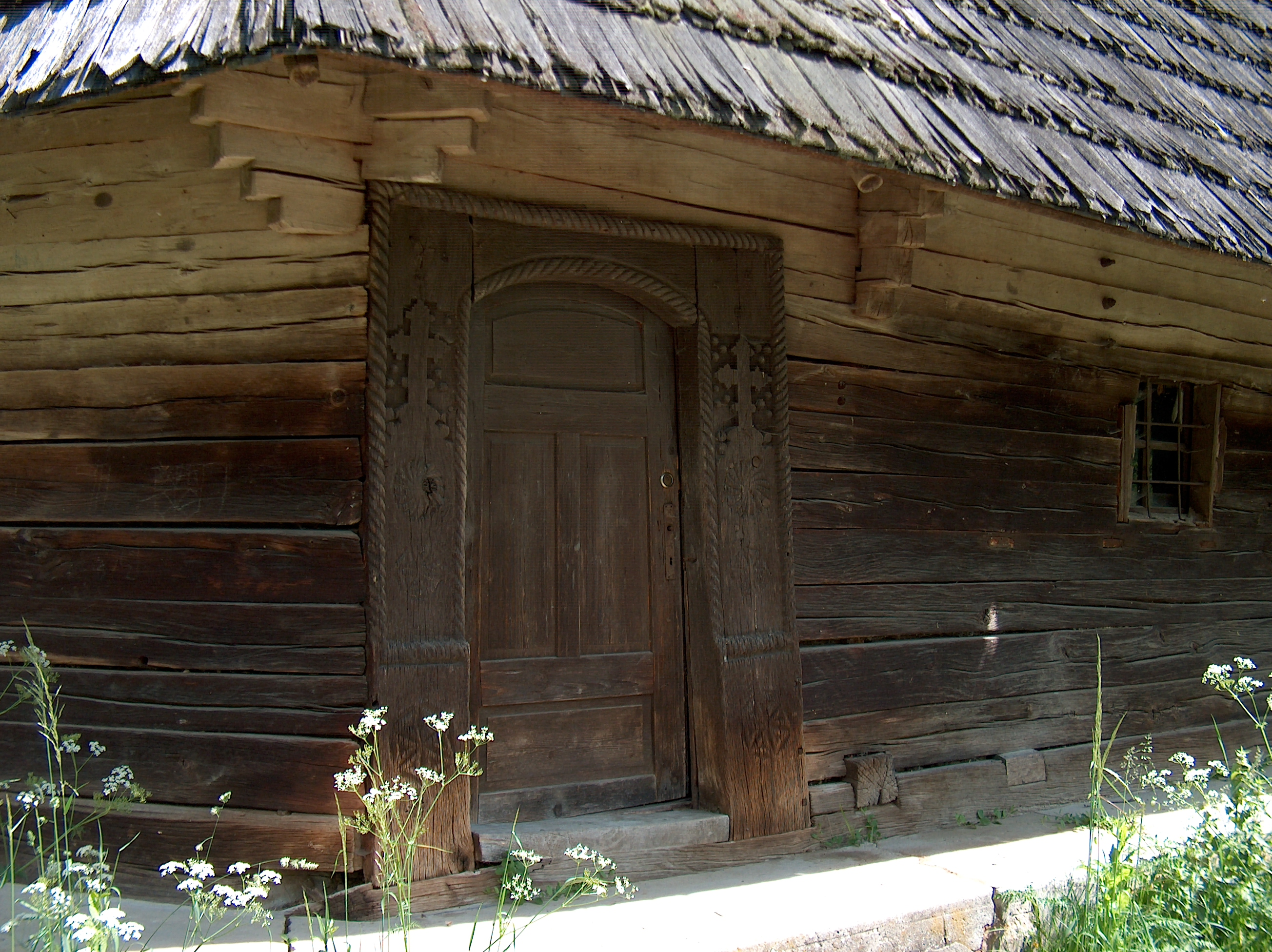
Intrarea în biserică
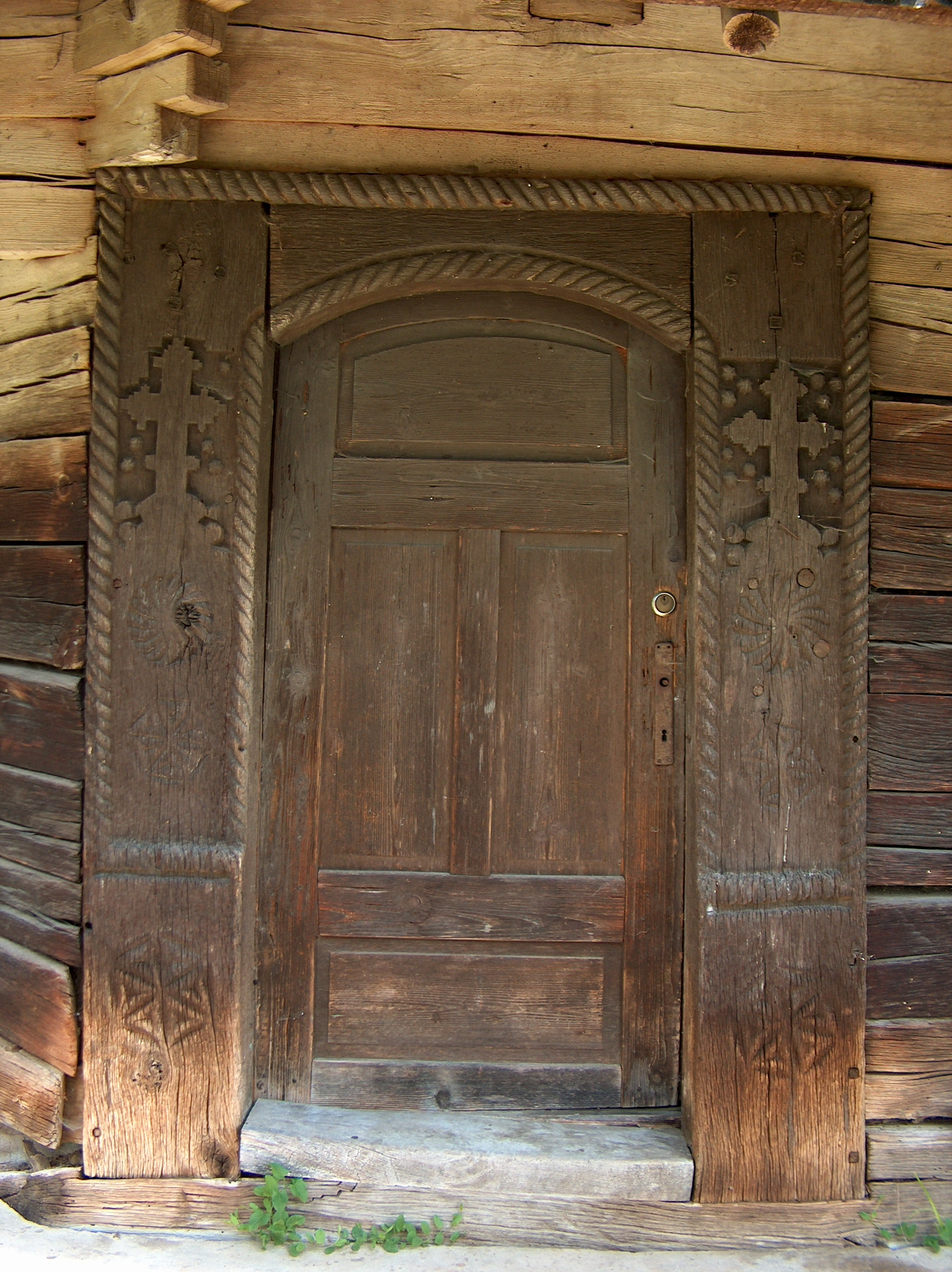
Uşa bisericii-portalul
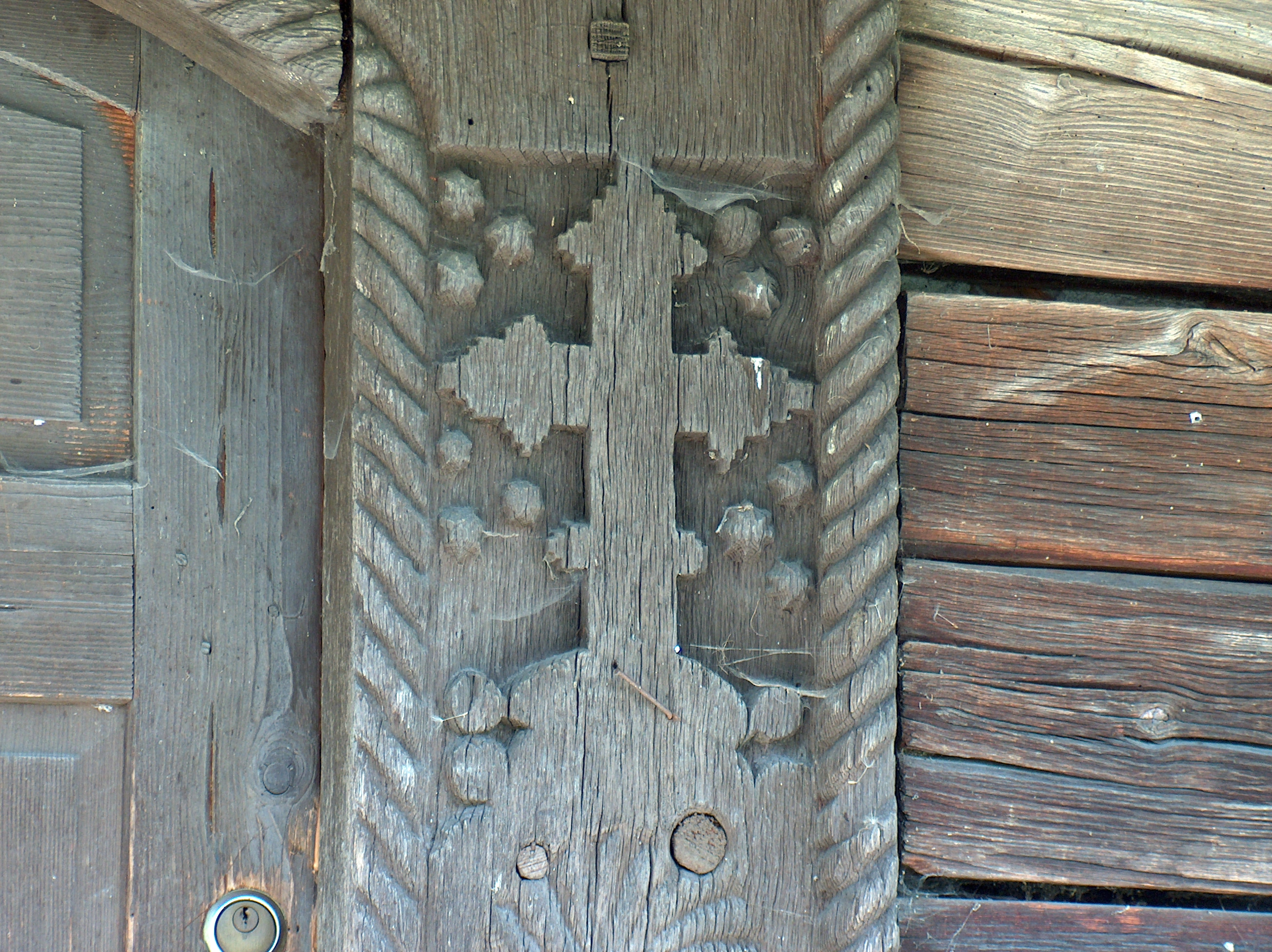
Detaliu portal
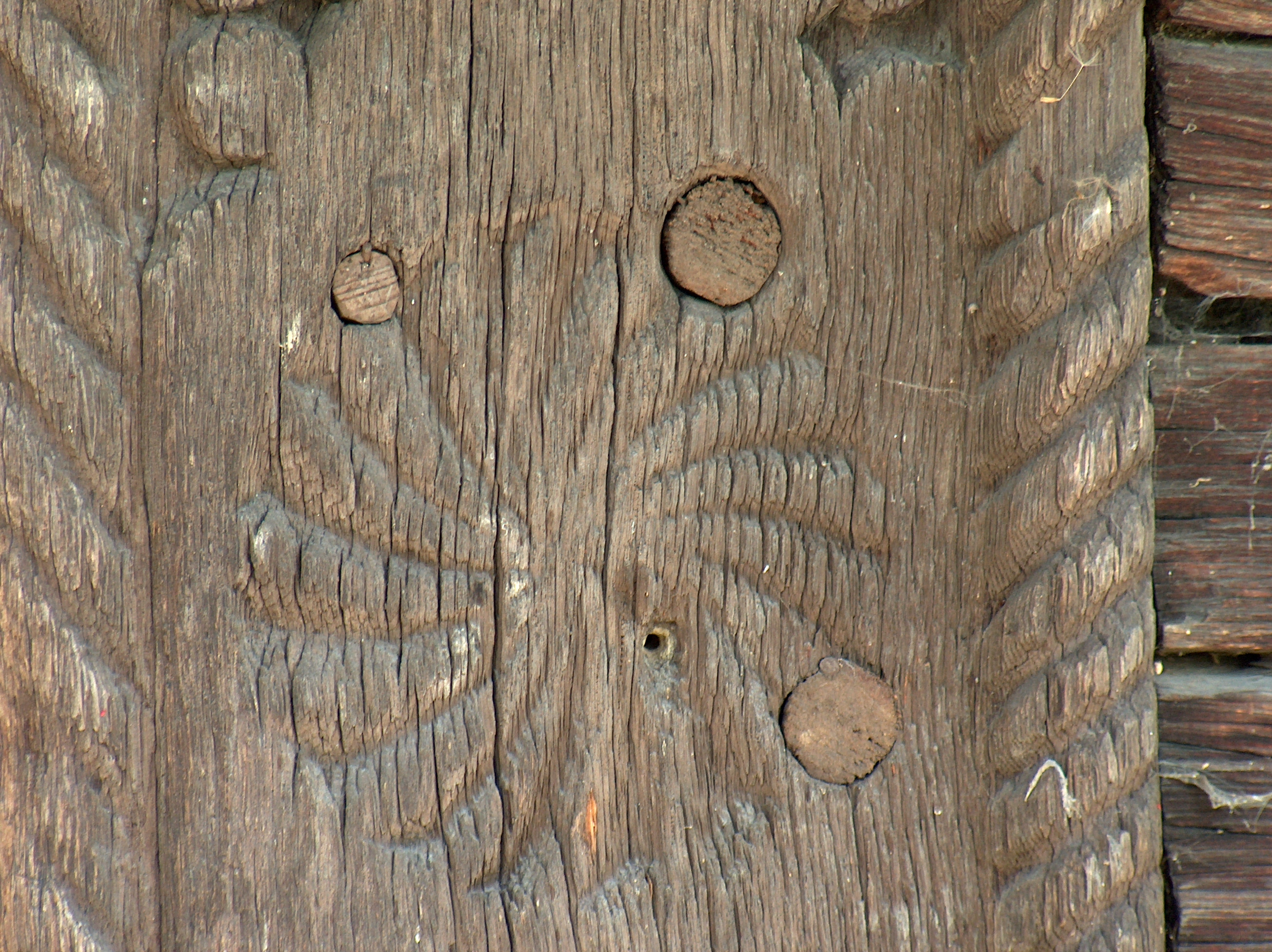
Detaliu portal 2
Detaliu portal 3
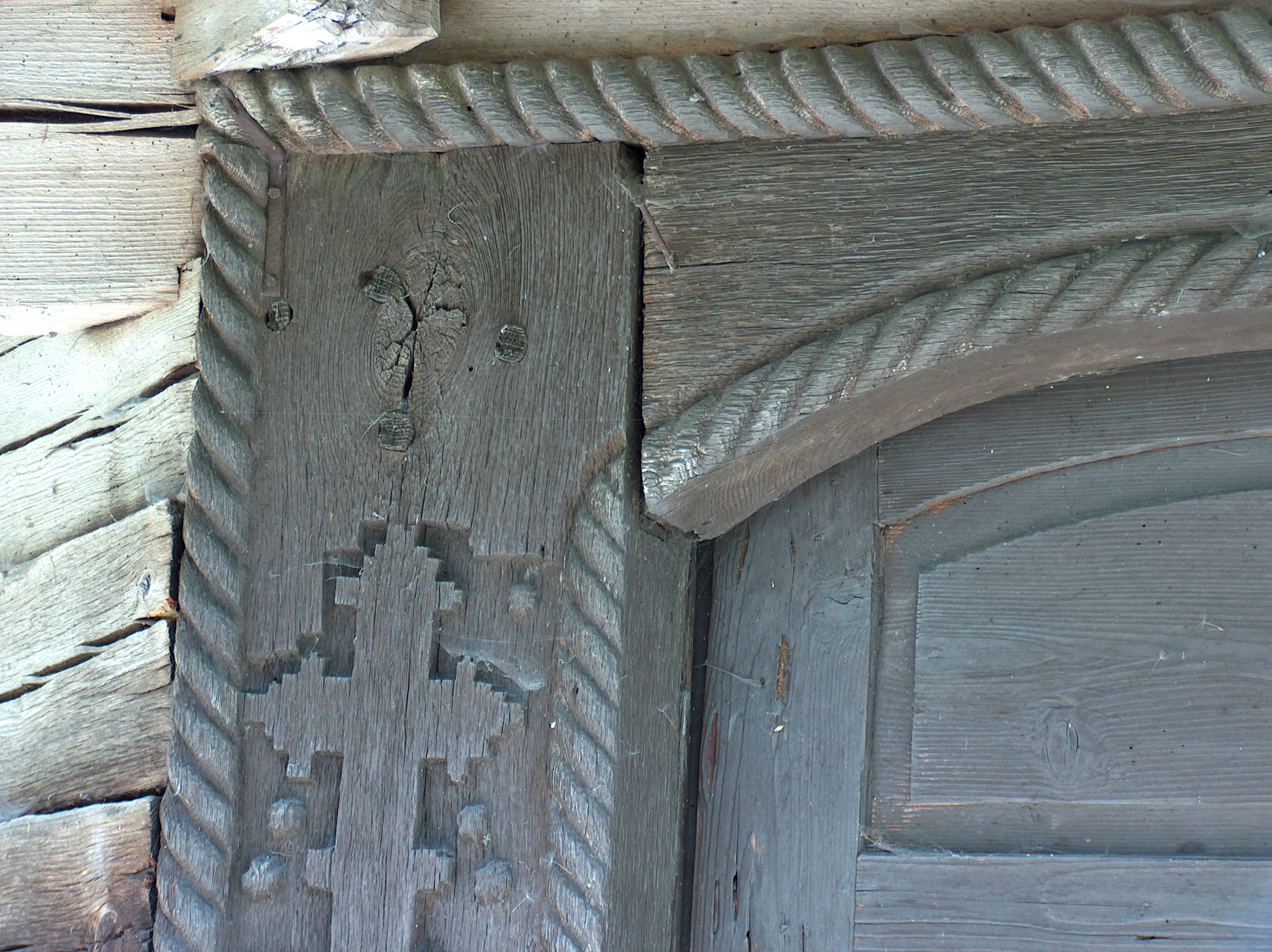
Detaliu portal 4
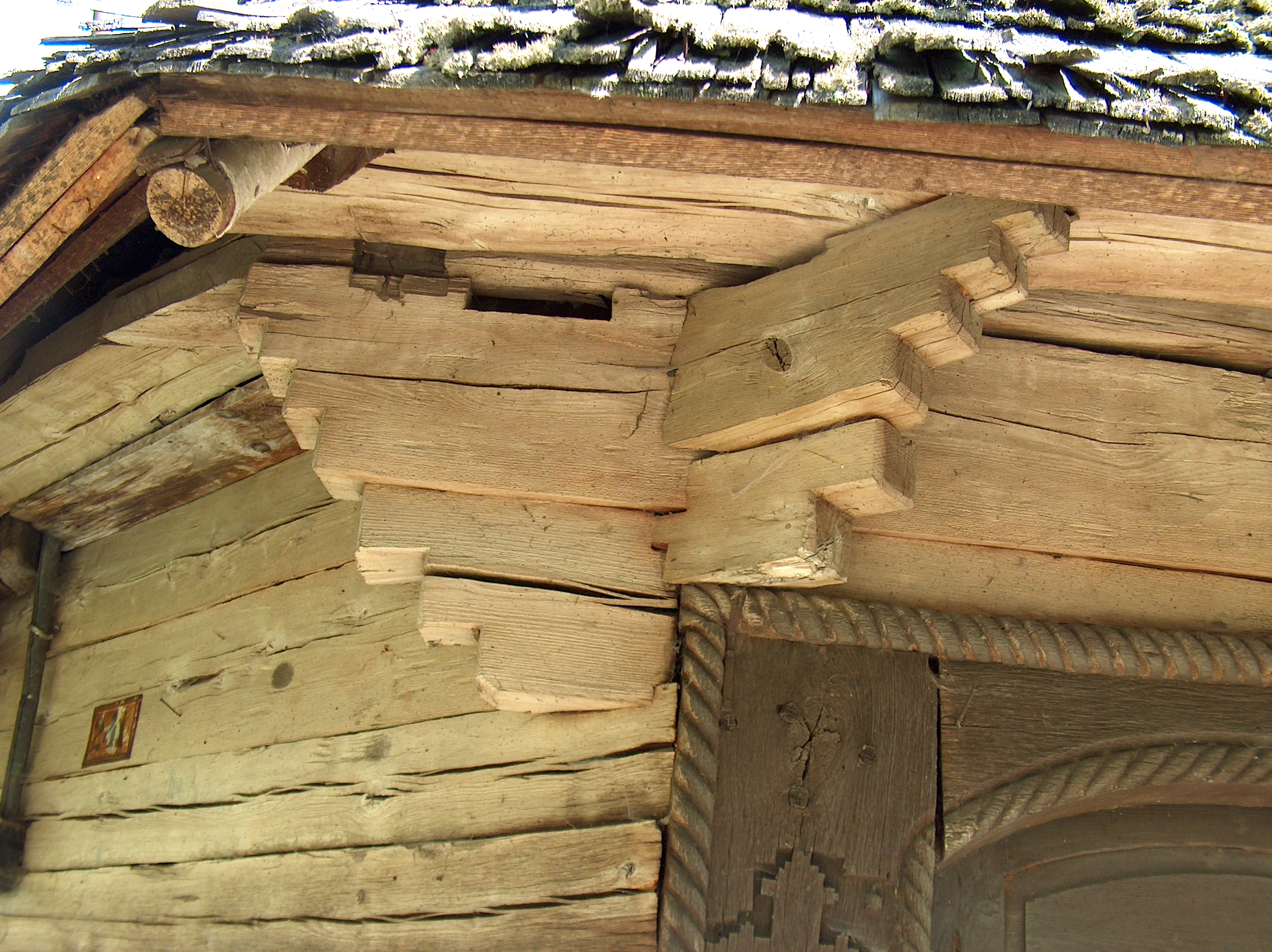
Îmbinare
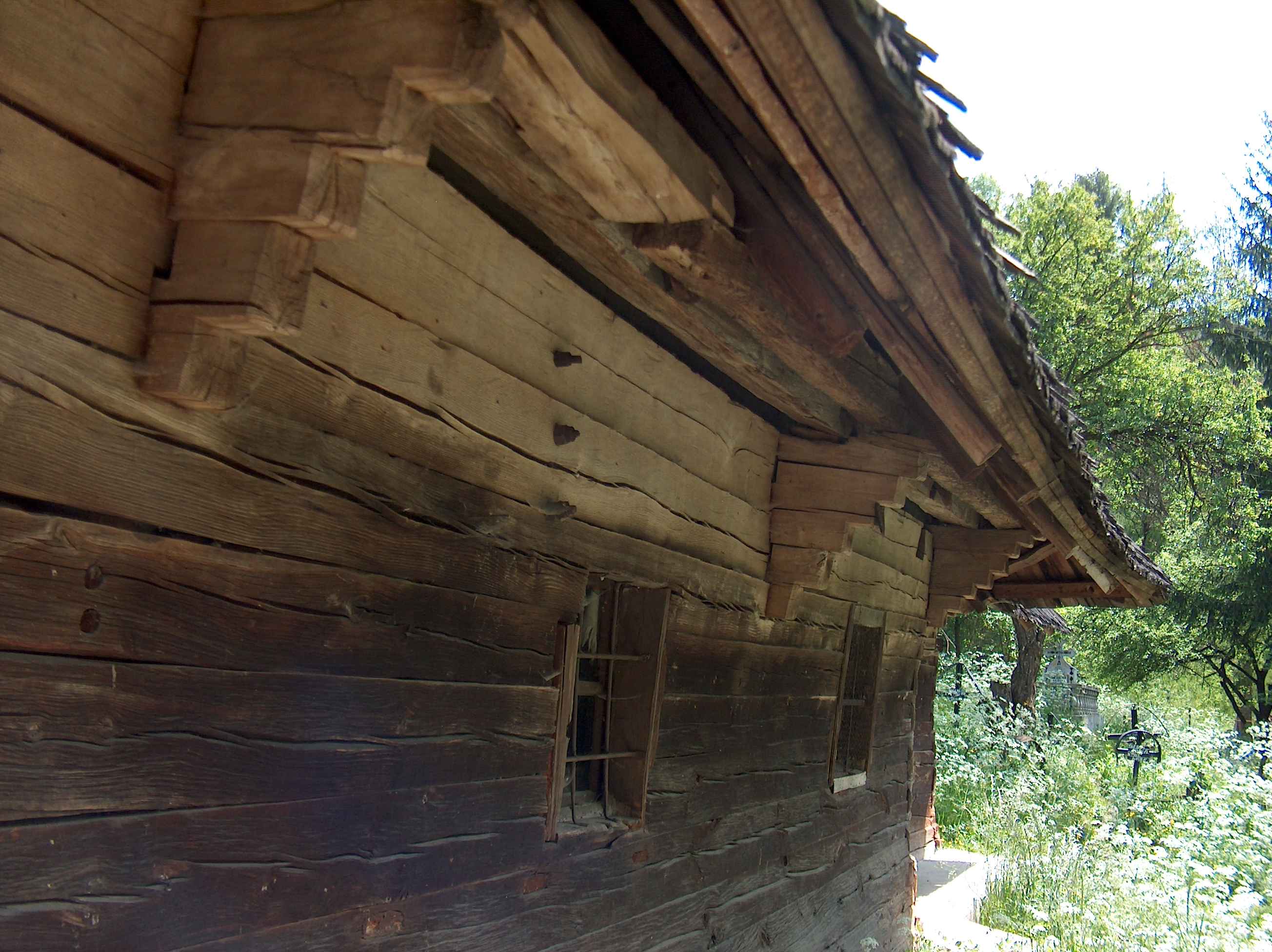
Partea de nord a bisericii
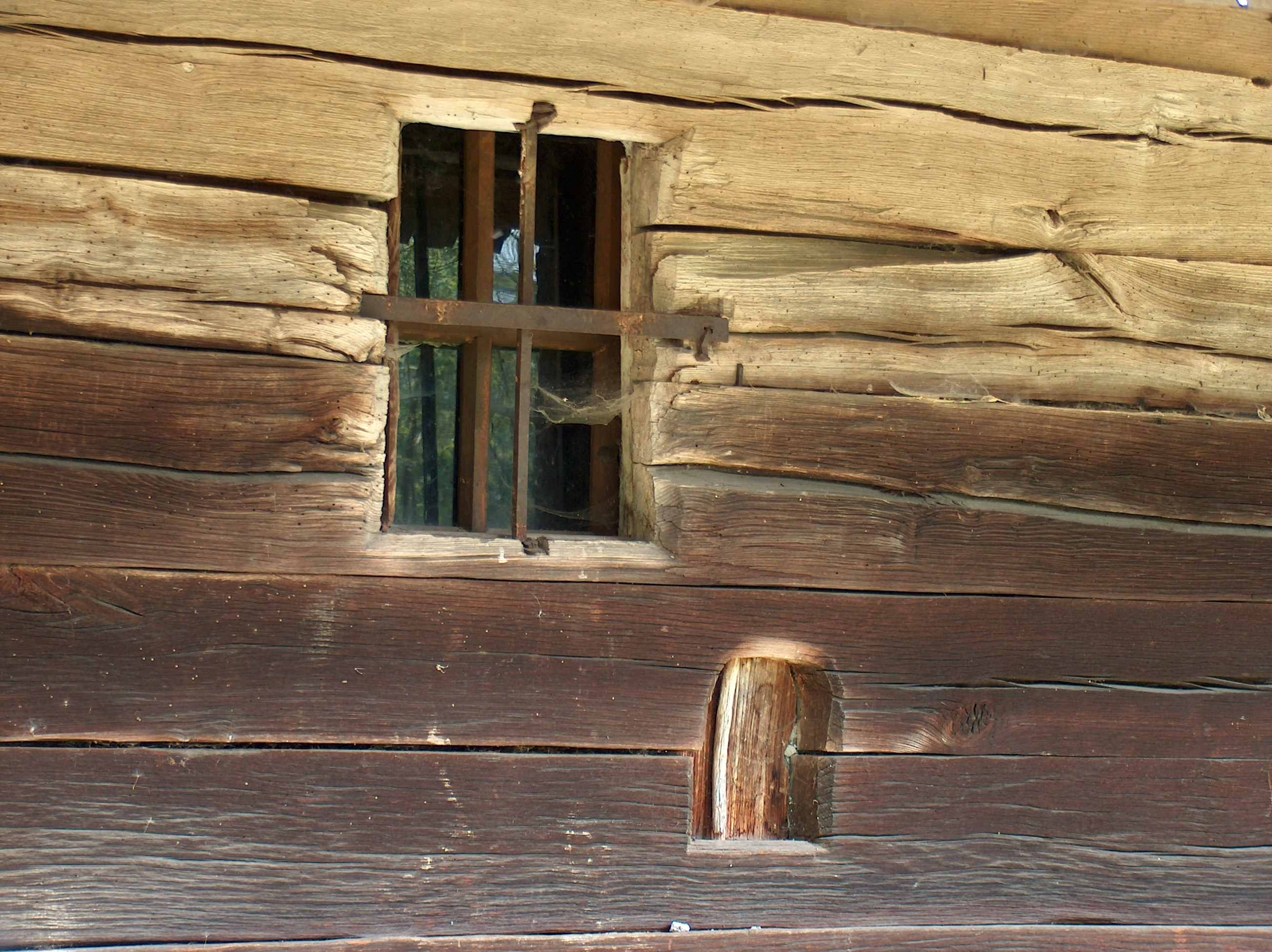
Fereastră
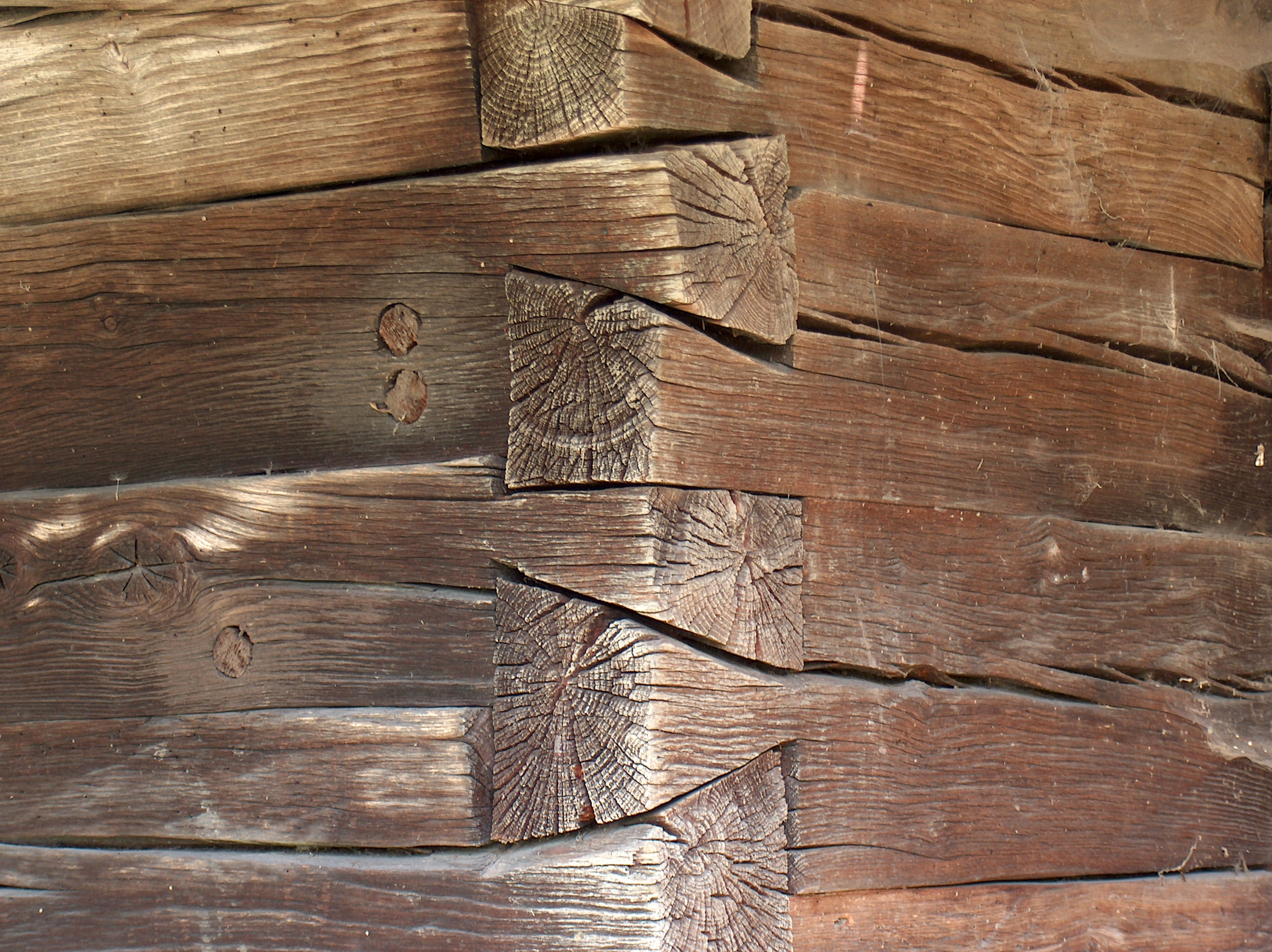
Îmbinare 2
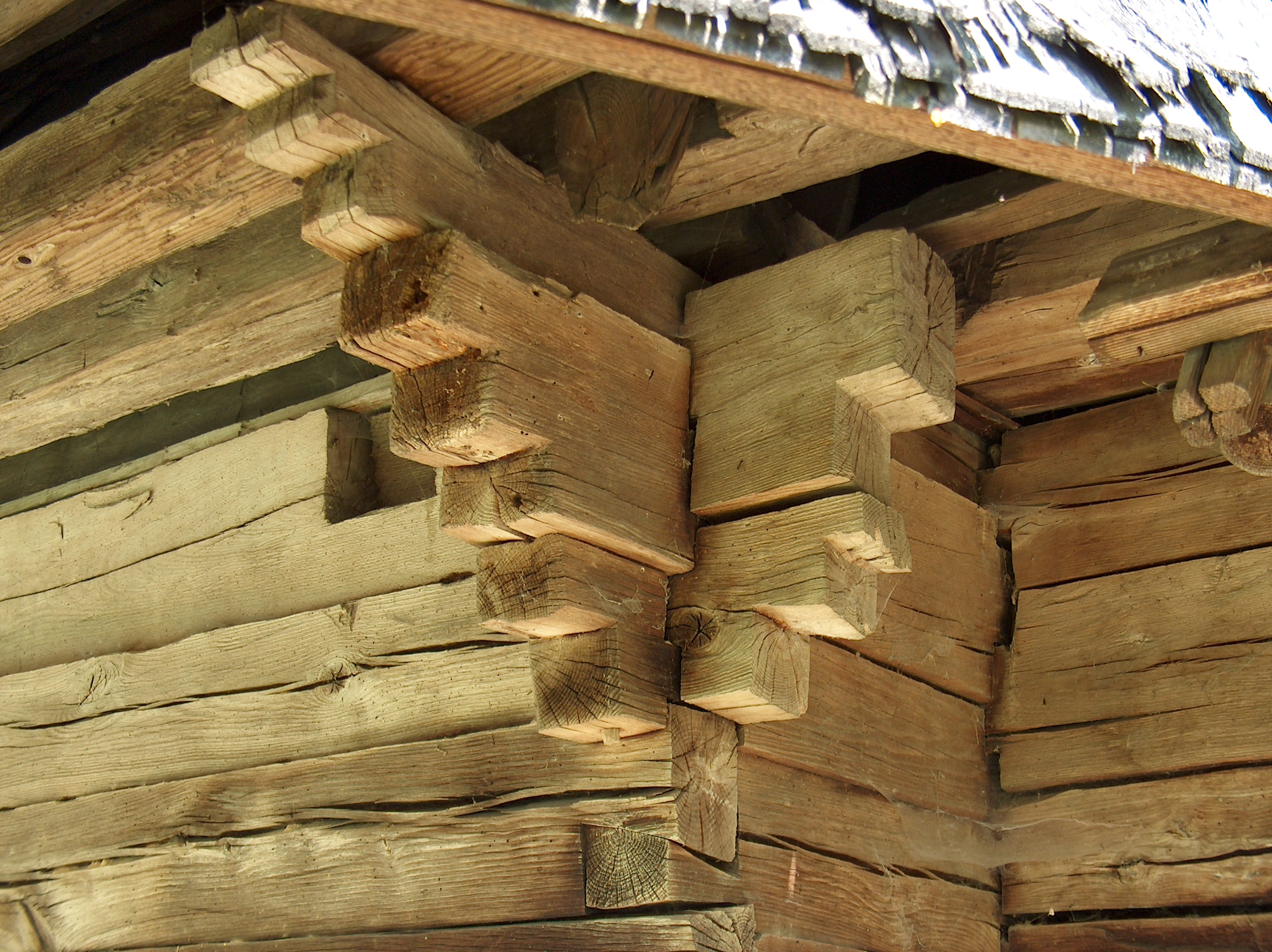
Îmbinare 3
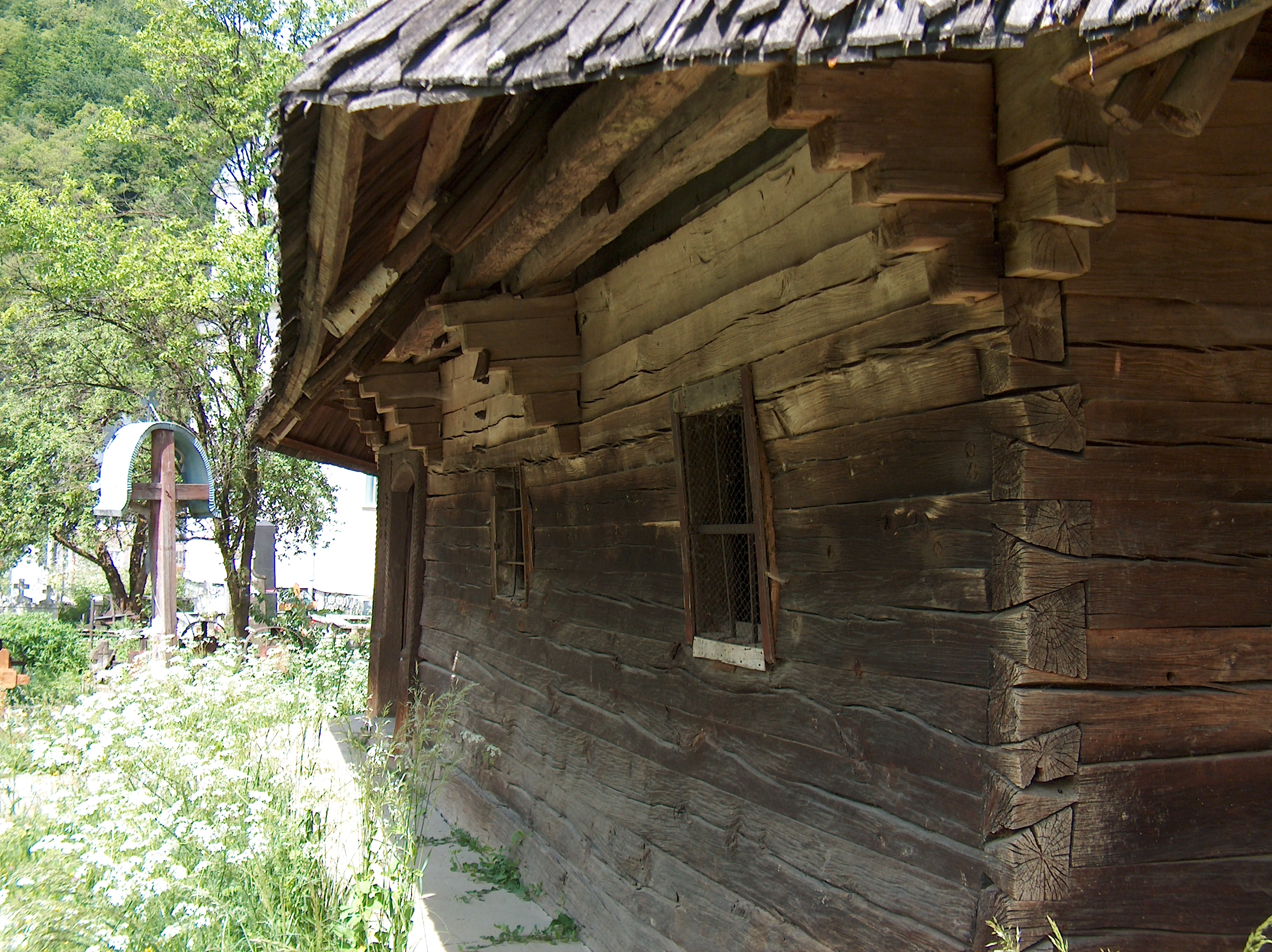
Partea de sud
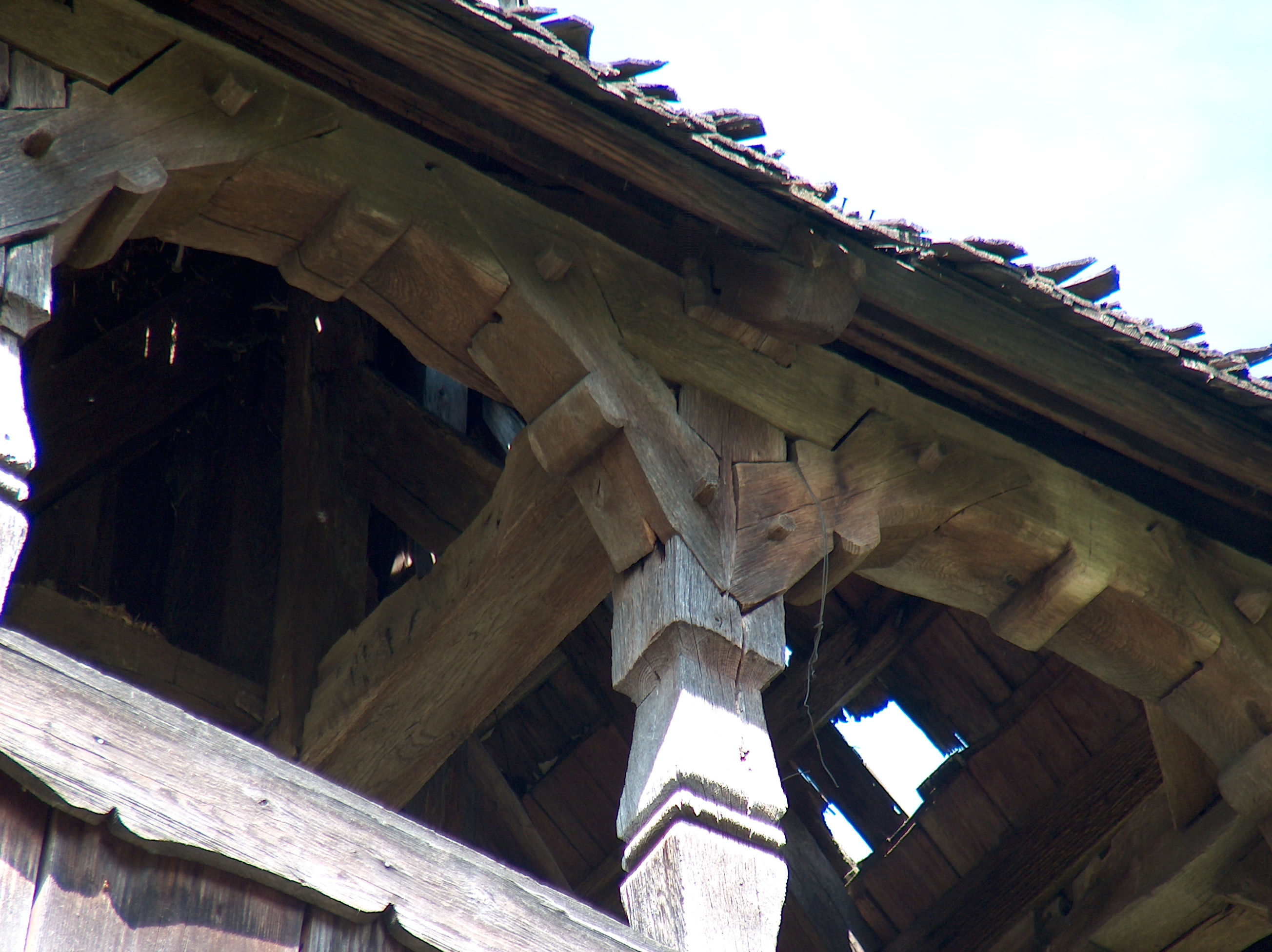
Detaliu turn 1
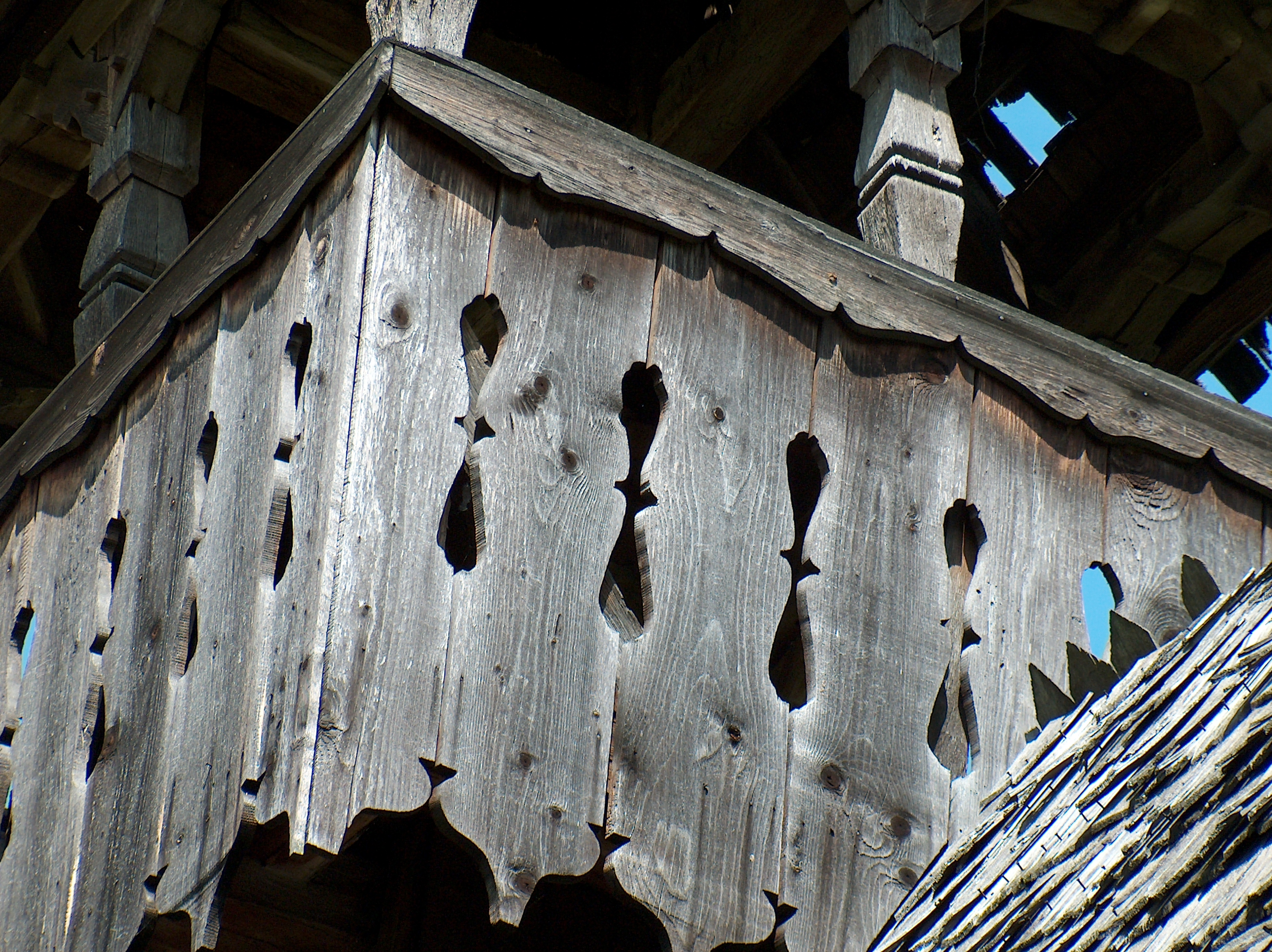
Detaliu turn 2